# 藤原満 (声優)
藤原 満（ふじわら みつる、1975年1月18日 - ）は、日本の男性声優。福岡県出身。本籍地は大分県。

## 略歴
日本ナレーション演技研究所、ヴォアレーヴ出身。
かつてはアイムエンタープライズ、ネクシードに所属していた。2013年3月より同人舎（現：アル・シェア）に所属。その後studio A-CATに移籍。2022年9月にstudio A-CATを退所し、現在フリーランス。

## 人物
方言は博多弁、大分弁、福岡弁。
趣味は芝居、筋トレ、映画鑑賞。特技ははやい、空手、弓道、ヌンチャク、ブルース・リーのものまね。
資格は普通自動車免許、自動二輪免許。
好きな言葉は「はっきり」。

## 出演
太字はメインキャラクター。

### テレビアニメ
2001年
- チャンス〜トライアングルセッション〜（スタッフA、音楽関係者B）

2002年
- OVERMANキングゲイナー

2005年
- SHUFFLE!（2005年 - 2007年、主治医） - 2シリーズ
- BLOOD+

2016年
- Rewrite（小此木）

2018年
- 銀魂.（攘夷志士、宿屋の主人）

2020年
- アルテ（親方、ダニロ親方、男、パン職人）

2021年
- 装甲娘戦機（伊吹指揮官）

2022年
- 賢者の弟子を名乗る賢者（ヴォルフト・ベイン）

### OVA
- テニスの王子様 Original Video Animation 全国大会篇（大丸大吉）

### ゲーム
- アーマード・コア3
- 機甲兵団 J-PHOENIX
- 少女義経伝（平教経）
- 帝国千戦記 PC版（李暫嶺）
- ファイトリーグ (ジェネラル・バイス)
- 白猫プロジェクト（教皇）
- クイズRPG 魔法使いと黒猫のウィズ（2019年、クロノジョブレス/ニコデム）
- √Letter ルートレター（宇野源吉）
- レゴ スター・ウォーズ：スカイウォーカー・サーガ（2022年）
- レゴ・マーベル2
- オーバーウォッチ2
- ホグワーツ・レガシー
- ディアブロIV　PV
- Far Cry 5
- トロピコ6（ロドリゲス将軍）
- StarCraft Remastered
- コール オブ デューティ モダン・ウォーフェア（オマール・スラマン「ウルフ」）
- 蒼焔の艦隊（東郷平八郎）″

### ドラマCD
- 渇愛 KATSU-AI（真田）
- 帝国千戦記（李暫嶺）
- テイルズ オブ エターニア Labyrinth ～forget-me-not～ 上巻（シェルフェン）
- 百鬼夜行抄（尾黒）
- 無敵なぼくら2 狼だって怖くない

### 吹き替え

#### 映画
- チャイルド・プレイ 〜チャッキーの狂気病棟〜（アンディ・バークレイ〈アレックス・ヴィンセント〉）
- パラダイス・ナウ（アブ・カレム）
- キング・オブ・マンハッタン 危険な賭け (ミルズ）
- サボタージュ（フェルプス）
- ステイト・オブ・ウォー（ホアン〈シザー・アルバラシン〉）
- デイ・オブ・デスティニー（ディートマル）
- デビル・リベンジャー 復讐の殺人者（ジミー〈ニコラス・ライト〉）
- 鳥
- 8月の家族たち（スティーブ・ハイデブレクト〈ダーモット・マローニー〉、バーク医師）
- 必殺処刑人（サイモン・ヒリアー〈ショーン・ハリス〉）
- ベアーズ・キス（クラウス）
- ザ・ウォーター（ザック、ジム）
- ユダヤ人を救った動物園　アントニーナが愛した命（マウリツィ）
- カンフー少女（ガムヨン〈サミー・リョン〉）
- スーサイド・マーダー（トレント）
- デュアル・マトリックス（ジャズ〈サンジーヴ・ブハスカル〉）
- フライング・ギロチン（万姜〈チン・シーチェ〉）
- アンチヴァイラル（マーサー）
- ベートーベン　大海賊の秘宝（ハワード）
- X-ファイル シーズン2 第1話

#### 海外ドラマ
- チャッキー シーズン1（アンディ・バークレー〈アレックス・ヴィンセント〉）
- オザークへようこそ シーズン2・3（ウィルクス、コズグローブ、カール）
- アラーム・フォー・コブラ11
- スノーピアサー シーズン1（グレイ指揮官、ジェイクス、イヴァン爺さん）
- スペシャル・ユニット GSG9対テロ特殊部隊（アンホフ）
- 12モンキーズ シーズン2（デビッド）
- Knightfall（英語版）（ゴドフリー、ロドリゴ）
- パーフェクト・ディザスター3（オサリバン）
- プロビデンス（トーマス）
- 王になった男（チョ内官〈チャン・グァン〉）
- 世界で一番可愛い私の娘（チョン・デチョル）
- ハンナ (テレビドラマ)（カール）
- CIA分析官　ジャック・ライアン（ネイサン・シンガー）
- 名誉勲章：米軍の英雄たち～MEDAL OF HONOR～（トム・ザヤス/ ケン・ウッズ）
- ボールを奪え、パスを出せ（グラウディオラ）
- 世界の麻薬王：その光と闇　#2 カリ・カルテル（ホルヘ・サルセド）
- ポニーシッター・クラブ　シーズン1・2（グランパ）
- グレート･ニュース シーズン1（ペトロヴィアン、ハロルド）
- ワンダフル・ファミリー（ルノー）
- 新米刑事モース～オックスフォード事件簿～（ライオネル）
- ガーディアン（バッガー）
- The Good Cop/グッド・コップ #105（デローサ）

#### アニメ映画
- アヴリルと奇妙な世界（ポップス〈声：ジャン・ロシュフォール〉）
- 幸福路のチー（チーの父[7]）

### ナレーション
- ナショナルジオグラフィック　メーデー！５
- 東京サマーランドＣＭ
- 医療の現場最前線シリーズ

### オーディオブック
- 漫画　バビロン大富豪の教え
- お探し物は図書館まで
- ガラスの塔の殺人
- 人生から「逃げる」コマンドを封印している人へ
- シャーロック・ホームズ「響き渡る鐘の音」
- シャーロック・ホームズ「死んだ悪女」

### 舞台
- シミズプロジェクト公演「みんな先生」（勅使河原）
- シミズプロジェクト公演「新・明暗」（小林）
- シミズプロジェクト公演「朝に死す」（男）
- JDS Dance Performance vol.7
- 演劇集団Pleyers 「ノスタルジック・カフェ」
- テアトルエコー「剣ヶ崎」
- 劇団砦本公演「Sさん一家失踪事件」
- 劇団砦本公演「みんな先生」
- シアターΧ「樹の下にはいつも思い出が」（若き日のマルセル）
- 劇団東少「西遊記」（沙悟浄）

### 映像出演
- ジョーカー・ゲーム
- お家はん
- ビター・ブラッド　最悪で最強の親子刑事
- 夜の先生
- run for money  逃走中